# Das Superweib
 Das Superweib è un film tedesco del 1996 diretto da Sönke Wortmann, tratto dall'omonimo romanzo di Hera Lind.